# Населення Індонезії
Населення Індонезії. Чисельність населення країни 2015 року становила 255,993 млн осіб (5-те місце у світі). Чисельність індонезійців стабільно збільшується, народжуваність 2015 року становила 16,72 ‰ (110-те місце у світі), смертність — 6,37 ‰ (151-ше місце у світі), природний приріст — 0,92 % (125-те місце у світі) . 

## Природний рух

### Відтворення
Народжуваність у Індонезії, станом на 2015 рік, дорівнює 16,72 ‰ (110-те місце у світі). Коефіцієнт потенційної народжуваності 2015 року становив 2,15 дитини на одну жінку (103-тє місце у світі). Рівень застосування контрацепції 61,9 % (станом на 2012 рік). Середній вік матері при народженні першої дитини становив 22,8 року, медіанний вік для жінок — 25—29 років (оцінка на 2012 рік).
Смертність у Індонезії 2015 року становила 6,37 ‰ (151-ше місце у світі).
Природний приріст населення в країні 2015 року становив 0,92 % (125-те місце у світі).

### Вікова структура

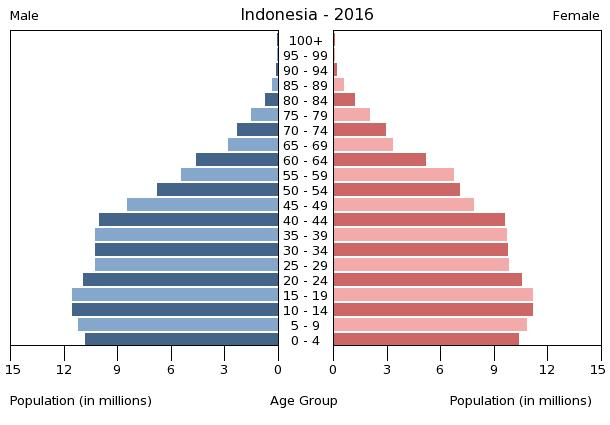
Віково-статева піраміда населення Індонезії, 2016 рік

Середній вік населення Індонезії становить 29,9 року (117-те місце у світі): для чоловіків — 29,3, для жінок — 30,5 року. Очікувана середня тривалість життя 2015 року становила 72,45 року (140-ве місце у світі), для чоловіків — 69,85 року, для жінок — 75,17 року.
Вікова структура населення Індонезії, станом на 2015 рік, виглядає таким чином:
- діти віком до 14 років — 25,82 % (33 651 533 чоловіки, 32 442 996 жінок);
- молодь віком 15—24 роки — 17,07 % (22 238 735 чоловіків, 21 454 563 жінки);
- дорослі віком 25—54 роки — 42,31 % (55 196 144 чоловіки, 53 124 591 жінка);
- особи передпохилого віку (55—64 роки) — 8,18 % (9 608 548 чоловіків, 11 328 421 жінка);
- особи похилого віку (65 років і старіші) — 6,62 % (7 368 764 чоловіки, 9 579 379 жінок)[1].

### Шлюбність— розлучуваність
Середній вік, коли чоловіки беруть перший шлюб, дорівнює 25,7 року, жінки — 22,3 року, загалом — 24 роки (дані за 2010 рік).

## Розселення
Густота населення країни 2015 року становила 142,2 особи/км² (87-ме місце у світі).

### Урбанізація
Індонезія високоурбанізована країна. Рівень урбанізованості становить 53,7 % населення країни (станом на 2015 рік), темпи зростання частки міського населення — 2,69 % (оцінка тренду за 2010—2015 роки).
Головні міста держави: Джакарта (столиця) 10,323 млн осіб, Сурабая — 2,853 млн осіб, Бандунг — 2,544 млн осіб, Медан — 2,204 млн осіб, Семаранг — 1,63 млн осіб, Макасар — 1,489 млн осіб (дані за 2015 рік).

### Міграції
Річний рівень еміграції 2015 року становив 1,16 ‰ (152-ге місце у світі). Цей показник не враховує різниці між законними і незаконними мігрантами, між біженцями, трудовими мігрантами та іншими.

#### Біженці й вимушені переселенці
У країні налічується 6,1 тис. внутрішньо переміщених осіб, через збройні конфлікти в провінціях Ачех і Папуа, релігійні переслідування, конфлікти навколо землі, непорозуміння між комунами.
Індонезія є країною-спостерігачем в Міжнародної організації з міграції (IOM).

## Расово-етнічний склад
| Етнічний склад (2010 рік) | Етнічний склад (2010 рік) | Етнічний склад (2010 рік) | Етнічний склад (2010 рік) | Етнічний склад (2010 рік) |
| ------------------------- | ------------------------- | ------------------------- | ------------------------- | ------------------------- |
| Етнос:                    |                           |                           | Відсоток:                 |                           |
| яванці                    | яванці                    |                           | 40.1%                     | 40.1%                     |
| сунданці                  | сунданці                  |                           | 15.5%                     | 15.5%                     |
| малайці                   | малайці                   |                           | 3.7%                      | 3.7%                      |
| батаки                    | батаки                    |                           | 3.6%                      | 3.6%                      |
| мадурці                   | мадурці                   |                           | 3%                        | 3%                        |
| бетави                    | бетави                    |                           | 2.9%                      | 2.9%                      |
| мінангкабау               | мінангкабау               |                           | 2.7%                      | 2.7%                      |
| буги                      | буги                      |                           | 2.7%                      | 2.7%                      |
| бантенці                  | бантенці                  |                           | 2%                        | 2%                        |
| інші                      | інші                      |                           | 23.7%                     | 23.7%                     |

Головні етноси країни: яванці — 40,1 %, сунданці — 15,5 %, малайці — 3,7 %, батаки — 3,6 %, мадурці — 3 %, бетави — 2,9 %, мінангкабау — 2,7 %, буги — 2,7 %, бантенці — 2 %, банджари — 1,7 %, балійці — 1,7 %, ачехці — 1,4 %, даяки — 1,4 %, сасаки — 1,3 %, китайці — 1,2 %, інші — 15 % населення (оціночні дані за 2010 рік).

## Мови
| Мови Індонезії (2015 рік) | Мови Індонезії (2015 рік) | Мови Індонезії (2015 рік) | Мови Індонезії (2015 рік) | Мови Індонезії (2015 рік) |
| ------------------------- | ------------------------- | ------------------------- | ------------------------- | ------------------------- |
| Мова:                     |                           |                           | Відсоток:                 |                           |
| бахаса-індонезі           | бахаса-індонезі           |                           | %                         | %                         |
| англійська                | англійська                |                           | %                         | %                         |
| голландська               | голландська               |                           | %                         | %                         |
| яванська                  | яванська                  |                           | %                         | %                         |

Офіційна мова: бахаса-індонезі (модифікована малайська, використовується як мова міжетнічного спілкування). Інші поширені мови: англійська, голландська та 700 місцевих мов і діалектів, найбільш поширеним з яких є яванська.

## Релігії
| Релігії в Індонезії (2009 рік) | Релігії в Індонезії (2009 рік) | Релігії в Індонезії (2009 рік) | Релігії в Індонезії (2009 рік) | Релігії в Індонезії (2009 рік) |
| ------------------------------ | ------------------------------ | ------------------------------ | ------------------------------ | ------------------------------ |
| Віросповідання:                |                                |                                | Відсоток:                      |                                |
| мусульмани                     | мусульмани                     |                                | 87.2%                          | 87.2%                          |
| християни                      | християни                      |                                | 9.9%                           | 9.9%                           |
| індуїсти                       | індуїсти                       |                                | 1.7%                           | 1.7%                           |
| інші                           | інші                           |                                | 0.9%                           | 0.9%                           |
| агностики                      | агностики                      |                                | 0.4%                           | 0.4%                           |

Головні релігії й вірування, які сповідує, і конфесії та церковні організації, до яких відносить себе населення країни: іслам — 87,2 %, християнство — 7 %, римо-католицтво — 2,9 %, індуїзм — 1,7 %, інші — 0,9 % (конфуціанство), не визначились — 0,4 % (станом на 2010 рік).

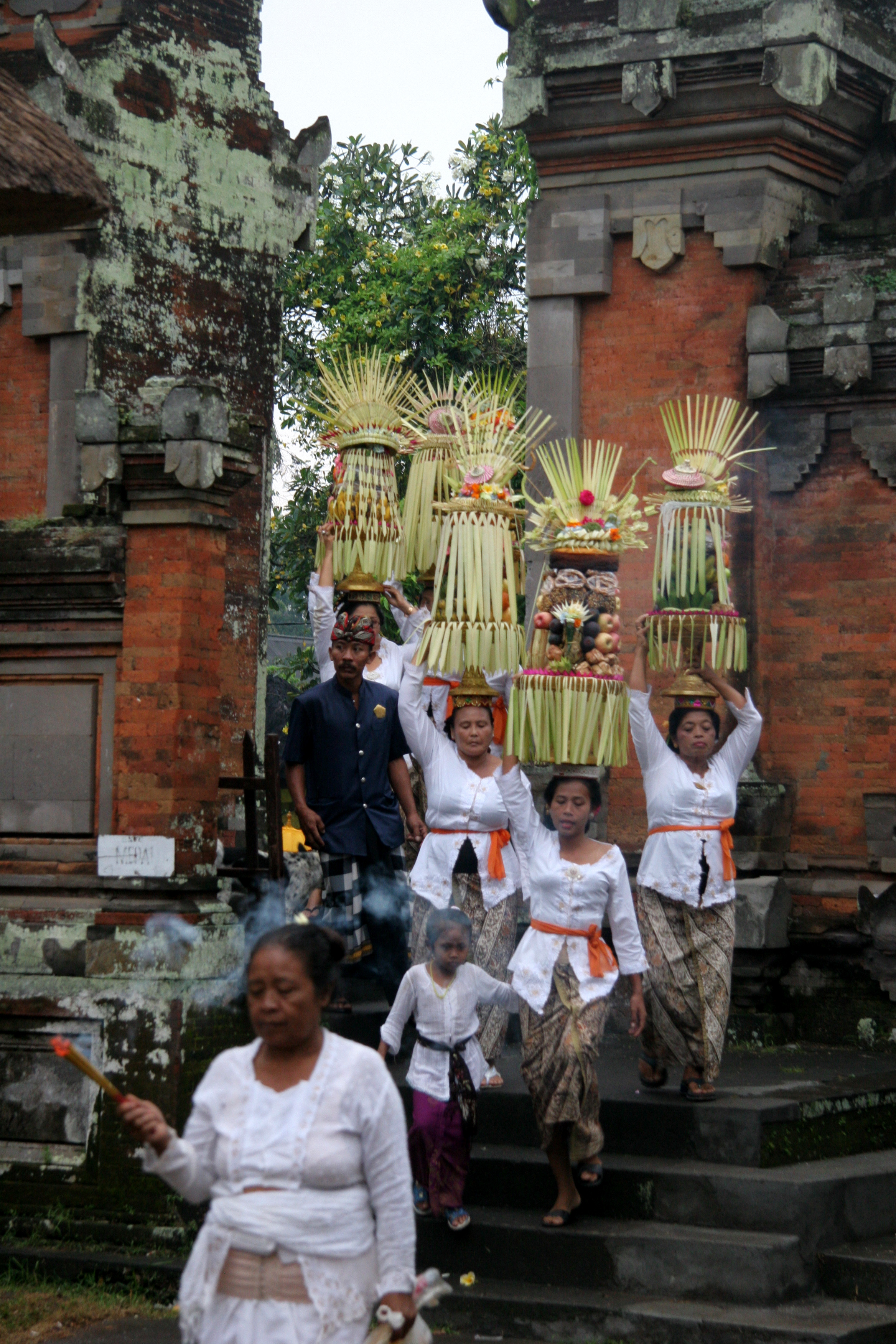
Індуїстська церемонія на острові Балі
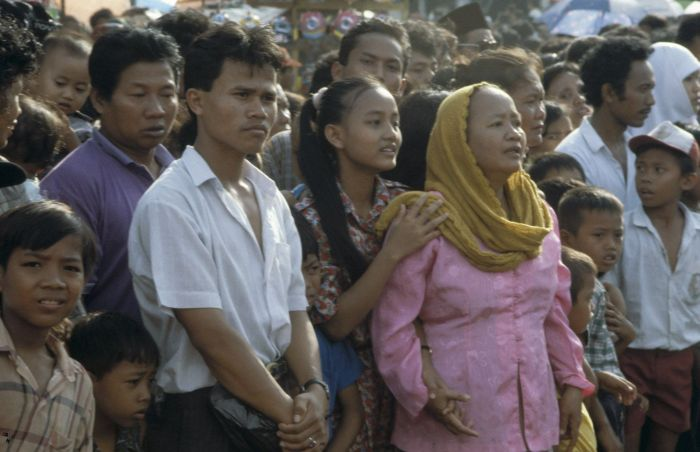
Мусульманське свято рамадан в Семаранзі

## Освіта
Рівень письменності 2015 року становив 93,9 % дорослого населення (віком від 15 років): 96,3 % — серед чоловіків, 91,5 % — серед жінок.
Державні витрати на освіту становлять 3,3 % ВВП країни, станом на 2014 рік (143-тє місце у світі). Середня тривалість освіти становить 13 років, для хлопців — до 13 років, для дівчат — до 13 років (станом на 2014 рік).

## Охорона здоров'я
Забезпеченість лікарями у країні на рівні 0,2 лікаря на 1000 мешканців (станом на 2012 рік). Забезпеченість лікарняними ліжками у стаціонарах — 0,9 ліжка на 1000 мешканців (станом на 2012 рік). Загальні витрати на охорону здоров'я 2014 року становили 2,8 % ВВП країни (180-те місце у світі).
Смертність немовлят до 1 року, станом на 2015 рік, становила 24,29 ‰ (71-ше місце у світі); хлопчиків — 28,46 ‰, дівчаток — 19,92 ‰. Рівень материнської смертності 2015 року становив 126 випадків на 100 тис. народжень (52-ге місце у світі).
Індонезія входить до складу ряду міжнародних організацій: Міжнародного руху (ICRM) і Міжнародної федерації товариств Червоного Хреста і Червоного Півмісяця (IFRCS), Дитячого фонду ООН (UNISEF), Всесвітньої організації охорони здоров'я (WHO).

### Захворювання
Потенційний рівень зараження інфекційними хворобами в країні дуже високий. Найпоширеніші інфекційні захворювання: діарея, гепатит А, черевний тиф, гарячка денге, малярія (станом на 2016 рік).
2014 року було зареєстровано 660,3 тис. хворих на СНІД (14-те місце в світі), це 0,47 % населення в репродуктивному віці 15—49 років (71-ше місце у світі). Смертність 2014 року від цієї хвороби становила 33,7 тис. осіб (8-ме місце у світі).
Частка дорослого населення з високим індексом маси тіла 2014 року становила 5,7 % (160-те місце у світі); частка дітей віком до 5 років зі зниженою масою тіла становила 19,9 % (оцінка на 2013 рік). Ця статистика показує як власне стан харчування, так і наявну/гіпотетичну поширеність різних захворювань.

### Санітарія
Доступ до облаштованих джерел питної води 2015 року мало 94,2 % населення в містах і 79,5 % в сільській місцевості; загалом 87,4 % населення країни. Відсоток забезпеченості населення доступом до облаштованого водовідведення (каналізація, септик): в містах — 72,3 %, в сільській місцевості — 47,5 %, загалом по країні — 60,8 % (станом на 2015 рік). Споживання прісної води, станом на 2005 рік, дорівнює 113,3 км³ на рік, або 517,3 тонни на одного мешканця на рік: з яких 11 % припадає на побутові, 19 % — на промислові, 71 % — на сільськогосподарські потреби.

## Соціально-економічне становище
Співвідношення осіб, що в економічному плані залежать від інших, до осіб працездатного віку (15—64 роки) загалом становить 49 % (станом на 2015 рік): частка дітей — 41,2 %; частка осіб похилого віку — 7,7 %, або 13 потенційно працездатного на 1 пенсіонера. Загалом ці показники характеризують рівень потреби державної допомоги в секторах освіти, охорони здоров'я і пенсійного забезпечення, відповідно. За межею бідності 2014 року перебувало 11,3 % населення країни. Розподіл доходів домогосподарств в країні має такий вигляд: нижній дециль — 3,4 %, верхній дециль — 28,2 % (станом на 2010 рік).
Станом на 2013 рік, в країні 48,7 млн осіб не має доступу до електромереж; 81 % населення має доступ, у містах цей показник дорівнює 94 %, в сільській місцевості — 66 %. Рівень проникнення інтернет-технологій низький. Станом на липень 2015 року в країні налічувалось 56,257 млн унікальних інтернет-користувачів (14-те місце у світі), що становило 22 % загальної кількості населення країни.

### Трудові ресурси
Загальні трудові ресурси 2015 року становили 122,4 млн осіб (5-те місце у світі). Зайнятість економічно активного населення у господарстві країни розподіляється таким чином: аграрне, лісове і рибне господарства — 38,9 %; промисловість і будівництво — 13,2 %; сфера послуг — 47,9 % (станом на 2012 рік). 4,026 млн дітей у віці від 5 до 17 років (7 % загальної кількості) 2009 року були залучені до дитячої праці. Безробіття 2015 року дорівнювало 5,5 % працездатного населення, 2014 року — 5,9 % (60-те місце у світі); серед молоді у віці 15—24 років ця частка становила 31,3 %, серед юнаків — 19,5 %, серед дівчат — 21,4 % (49-те місце у світі).

## Кримінал

#### Наркотики

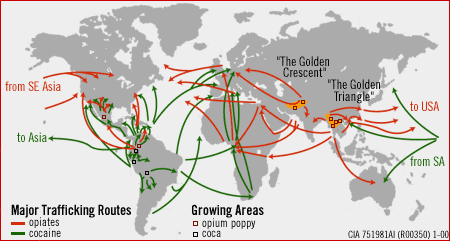
Світові маршрути наркотрафіку

Виробництво марихуани для домашнього вжитку, метамфетамінів, екстазі; оголошена війна наркоторгівлі привела до збільшення смертних вироків і виконаних страт (ситуація 2015 року).

### Торгівля людьми
Згідно зі щорічною доповіддю про торгівлю людьми (англ. Trafficking in Persons Report) Управління з моніторингу та боротьби з торгівлею людьми Державного департаменту США, уряд Індонезії докладає значних зусиль у боротьбі з явищем примусової праці, сексуальної експлуатації, незаконною торгівлею внутрішніми органами, але законодавство відповідає мінімальним вимогам американського закону 2000 року щодо захисту жертв (англ. Trafficking Victims Protection Act’s) не повною мірою, країна перебуває у списку другого рівня.

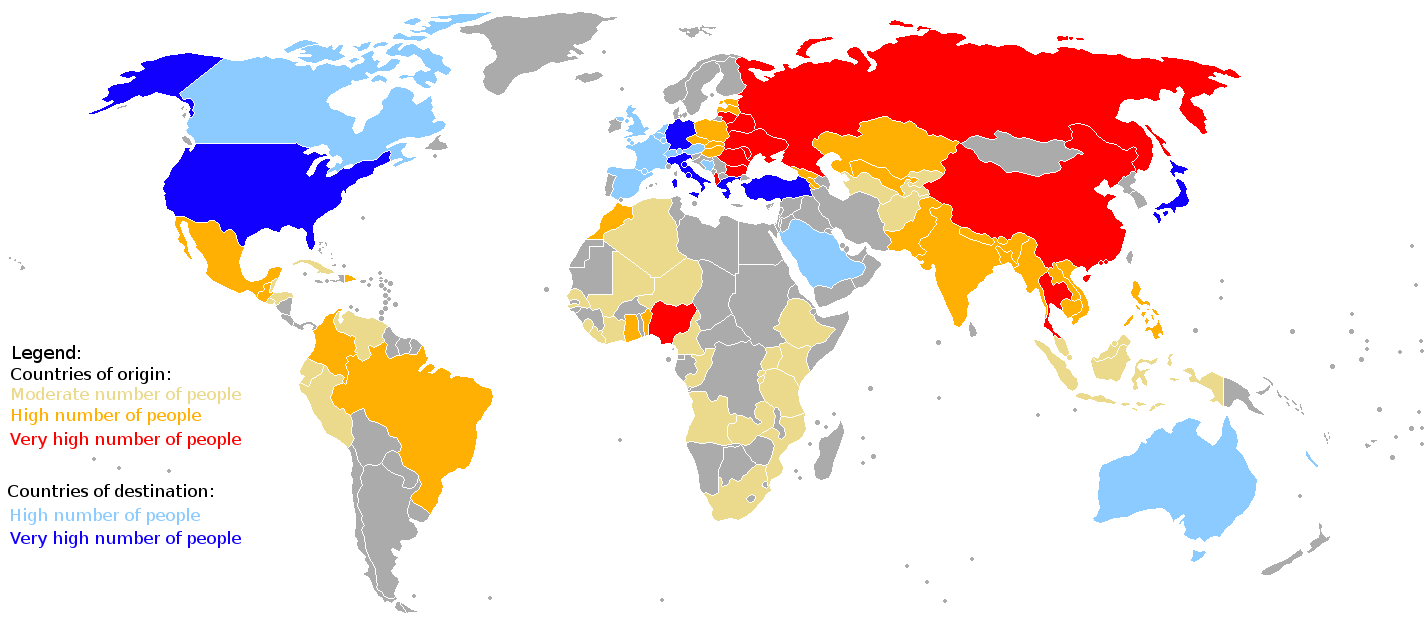
Країни-донори (червоний) і країни-реципієнти кримінальних потоків  (англ.)
Глобальна боротьба з торгівлею людьми (англ.)

## Гендерний стан
Статеве співвідношення (оцінка 2015 року):
- при народженні — 1,05 особи чоловічої статі на 1 особу жіночої;
- у віці до 14 років — 1,04 особи чоловічої статі на 1 особу жіночої;
- у віці 15—24 років — 1,04 особи чоловічої статі на 1 особу жіночої;
- у віці 25—54 років — 1,04 особи чоловічої статі на 1 особу жіночої;
- у віці 55—64 років — 0,85 особи чоловічої статі на 1 особу жіночої;
- у віці за 64 роки — 0,77 особи чоловічої статі на 1 особу жіночої;
- загалом — 1 особи чоловічої статі на 1 особу жіночої[1].

## Демографічні дослідження
Демографічні дослідження у країні ведуться рядом державних і наукових установ:

### Українською
- Атлас. 10—11 клас. Економічна і соціальна географія світу / упорядники :  О. Я. Скуратович, Н. І. Чанцева. — К. : ДНВП «Картографія», 2010. — ISBN 978-966-475-639-3.
- Атлас світу / голов. ред. І. С. Руденко ; зав. ред. В. В. Радченко ; відп. ред. О. В. Вакуленко. — К. : ДНВП «Картографія», 2005. — 336 с. — ISBN 9666315467.
- Безуглий В. В. Економічна і соціальна географія зарубіжних країн : Навчальний посібник. — К. : ВЦ «Академія», 2007. — 704 с. — ISBN 978-966-580-239-6.
- Безуглий В. В., Козинець С. В. Регіональна економічна і соціальна географія світу : Навчальний посібник. — видання 2-ге, доп., перероб. — К. : ВЦ «Академія», 2007. — 688 с. — ISBN 966-580-144-9.
- Головченко В., Кравчук О. Країнознавство: Азія, Африка, Латинська Америка, Австралія і Океанія. — К., 2006. — 335 с. — ISBN 966-8939-04-2.
- Гудзеляк І. І. Географія населення: Навчальний посібник / І. Гудзеляк. — Л. : Видавничий центр ЛНУ імені Івана Франка, 2008. — 232 с. — ISBN 978-966-613-599-8.
- Дахно І. І. Країни світу: Енциклопедичний довідник / І. І. Дахно, С. М. Тимофієв. — К. : Мапа, 2011. — 606 с. — (Бібліотека нового українця) — ISBN 978-966-8804-23-6.
- Дахно І. І. Економічна географія зарубіжних країн : навчальний посібник. — К. : Центр учбової літератури, 2014. — 319 с. — ISBN 978-611-01-0682-5.
- Джаман В. О. Регіональні системи розселення: демографічні аспекти. — Чернівці : Рута, 2003. — 392 с. — ISBN 9665685988.
- Дорошенко Л. С. Демографія: Навчальний посібник. — К. : МАУП, 2005. — 112 с. — ISBN 966-608-442-2.
- Дубович І. А. Країнознавчий словник-довідник. — 5-те вид., перероб. і доп. — К. : Знання, 2008. — 839 с. — ISBN 978-966-346-330-8.
- Економічна і соціальна географія країн світу. Навчальний посібник / За ред. Кузика С. П. — Л. : Світ, 2002. — 672 с. — ISBN 966-603-178-7.
- Загальна медична географія світу / В. О. Шевченко [та ін.] — К. : [б.в.], 1998. — 178 с.
- Ігнатьєв П. М. Країнознавство: Країни Азії. — Ч. : Книги-XXI, 2004. — 383 с. — ISBN 966-8029-53-4.
- Книш М. М., Мамчур О. І. Регіональна економічна і соціальна географія світу (Латинська Америка та Карибські країни, Африка, Азія, Океанія) : навч. посіб. — Л. : ЛНУ ім. Івана Франка, 2013. — 368 с. — ISBN 978-617-10-0007-0.
- Крисаченко В. С. Динаміка населення: Популяційні, етнічні та глобальні виміри. — К. : Видавництво Національного інституту стратегічних досліджень, 2005. — 368 с. — ISBN 966-554-083-1.
- Любіцева О. О., Мезенцев К. В., Павлов С. В. Географія релігій. — К. : АртЕК, 1999. — 504 с. — ISBN 966-505-006-0.
- Масляк П. О. Країнознавство. — К. : Знання, 2007. — 292 с. — (Вища освіта XXI століття)
- Масляк П. О., Дахно І. І. Економічна і соціальна географія світу / П. О. Масляк, І. І. Дахно ; за ред. П. О. Масляка. — К. : Вежа, 2003. — 280 с. — ISBN 966-7091-53-8.

### Російською
- (рос.) Индонезия // Демографический энциклопедический словарь / главн. ред. Валентей Д. И. — М. : Советская энциклопедия, 1985. — 608 с.
- (рос.) Индонезия // Страны и народы. Зарубежная Азия. Юго-Восточная Азия / Редкол. : П. И. Пучков (отв. ред.) и др. — М. : «Мысль», 1979. — 303 с. — (Страны и народы) — 180 тис. прим.
- (рос.) Атлас народов мира / Отв. ред. С. И. Брук и В. С. Апенченко. — М. : ГУГК ГГК СССР и Институт этнографии им. Н. Н. Миклухо-Маклая АН СССР, 1964. — 185 с. — 20 тис. прим.
- (рос.) Численность и расселение народов мира. Этнографические очерки / под ред. С. И. Брука. — М. : Издательство АН СССР, 1962. — 487 с.
- (рос.) Лаппо Г. М. География городов: Учебное пособие для географических факультетов вузов. — М. : Туманит, изд. центр ВЛАДОС, 1997. — 476 с. — ISBN 5-691-00047-0.
- (рос.) Ягельский А. География населения. — М. : Прогресс, 1980. — 383 с.